# Borniochrysa squamosa
Borniochrysa squamosa is een insect uit de familie van de gaasvliegen (Chrysopidae), die tot de orde netvleugeligen (Neuroptera) behoort. 
Borniochrysa squamosa is voor het eerst wetenschappelijk beschreven door Tjeder in 1966.